# Sveriges riksdags EU-information
Sveriges riksdags EU-information är en verksamhet inom Riksdagsförvaltningens kommunikationsavdelning. Sveriges riksdags EU-information vänder sig till allmänheten och består bland annat av webbplatsen Sveriges riksdags EU-information och svarsservicefunktionen Riksdagsinformation som svarar på frågor om riksdagen och EU via e-post och telefon. Sveriges riksdags EU-information ersatte i september 2017 den tidigare verksamheten och webbplatsen EU-upplysningen.
Webbplatsen Sveriges riksdags EU-information ger en övergripande bild av hur EU-arbetet fungerar och hur EU och Sverige hänger ihop. Innehållet fokuserar på EU:s kärna, kort sagt EU:s institutioner, beslutsprocessen och EU:s budget, samt EU-arbetet i riksdagen. Webbplatsen guidar också vidare till svenska myndigheter och institutioner inom EU som ansvarar för olika EU-relaterade sakfrågor. 2023 lades webbplatsen ned och ersattes med undersidan "Så fungerar EU" på riksdagens ordinarie webbplats.